# Dolní Věstonice
Dolní Věstonice (niem. Unter Wisternitz) – wieś i gmina na Morawach w Czechach. Położona jest ok. 10 km na północ od Mikulova, u podnóża Wzgórz Pawłowskich, na południowym brzegu zbiorników wodnych Nové Mlýny II i Nové Mlýny III. Niemal całą wschodnią część gminy zajmują tworzone tam od niespełna trzystu lat winiarnie.

## Położenie
Miejscowość położona jest na północnym podnóżu Gór Pawłowskich, dawniej na prawym brzegu rzeki Dyja, a po powstaniu sztucznych jezior Nové Mlýny (Nové Mlýny I, II i III) na południowych brzegach dwóch z nich, przy zachowanym fragmencie południowego koryta rzeki. Gminę przecina dawna droga między Austrią a Morawami, która do dzisiaj łączy Mikulov z Hustopečami, przecinając środkowy i dolny zbiornik Nové Mlýny (droga 420). Ponadto z miejscowości prowadzi także droga wiodąca przez Pavlov do Lednic.

## Historia
Obszar gminy zasiedlony był przez ludzi już w górnym paleolicie, z którego pochodzi stanowisko archeologiczne w Dolních Věstonicach. Wiąże się ono z pobytem na tych terenach łowców mamutów z kultury pawlowskiej. Na stanowisku tym odkryto tak zwaną Wenus z Dolních Věstonic, czyli przedstawienie najstarszej kobiety, które wraz z innymi figurkami z tej kultury jest najstarszym znaleziskiem ceramicznym na świecie.
W okolicy obecnej miejscowości w okresie X do XIII wieku zlokalizowany był gród. Obecnie miejsce, w którym znajduje się grodzisko, nosi nazwę Vysoká Zahrada. Pierwsza pisemna wzmianka na temat miejscowości pochodzi z roku 1312. W XIV wieku Dolní Věstonice otrzymały prawa miejskie. W szesnastym stuleciu osiedlili się tu anabaptyści. W czasie wojny trzydziestoletniej pomiędzy omawianą miejscowością a Strachotínem doszło do bitwy, w której wojska protestanckie pokonały siły cesarskie. W 1930 roku miasto miało 688 mieszkańców, z czego 93,3% było narodowości niemieckiej. Zostali oni wysiedleni po drugiej wojnie światowej, w której Dolní Věstonice uległy dużym zniszczeniom na skutek pożaru.

## Demografia
| 1793                                                                           | 630 | brak danych | brak danych | brak danych |
| 1836                                                                           | 766 | brak danych | brak danych | brak danych |
| 1869                                                                           | 779 | brak danych | brak danych | brak danych |
| 1880                                                                           | 752 | 742         | 0           | 10          |
| 1890                                                                           | 826 | 812         | 1           | 13          |
| 1900                                                                           | 842 | 835         | 6           | 1           |
| 1910                                                                           | 771 | 768         | 3           | 0           |
| 1921                                                                           | 686 | 658         | 10          | 18          |
| 1930                                                                           | 688 | 642         | 36          | 10          |
| 1939                                                                           | 633 | brak danych | brak danych | brak danych |
| Lata: 1793, 1836, 1850 źródło: Südmähren von A-Z, Frodl, Blaschka              |     |             |             |             |
| Pozostałe: Historický místopis Moravy a Slezska v letech 1848–1960, sv.9. 1984 |     |             |             |             |

## Zabytki
- Ruiny średniowiecznego zamku, niedaleko Dolnych Věstonic, w Górach Pawłowskich
- Ratusz z XVI wieku wraz z archeologiczną ekspozycją
- Kościół Michała Archanioła, budowla wzmiankowana w 1389 roku
- Winiarnie o trzystuletniej tradycji

## Galeria

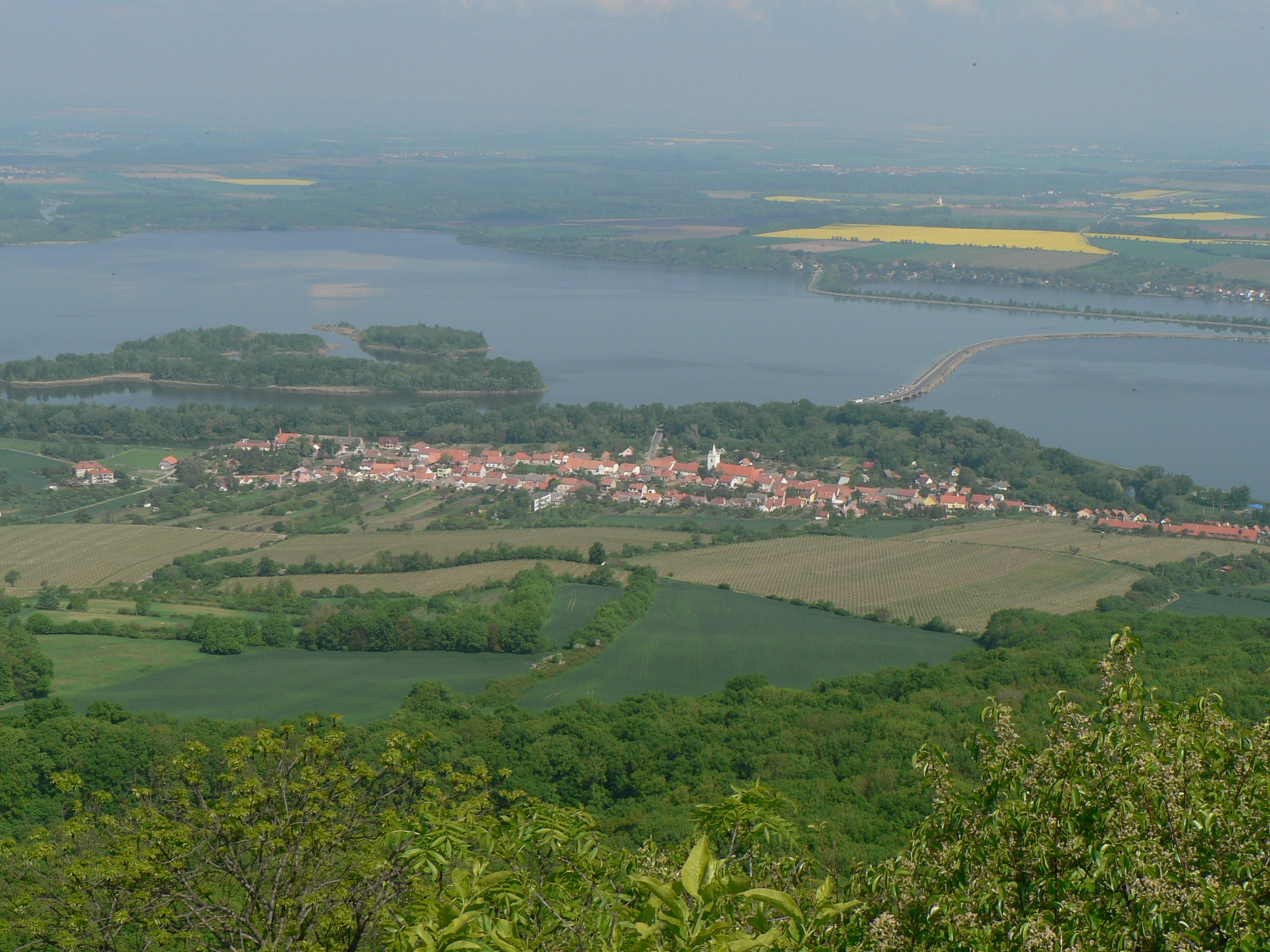
Widok z Gór Pawłowskich
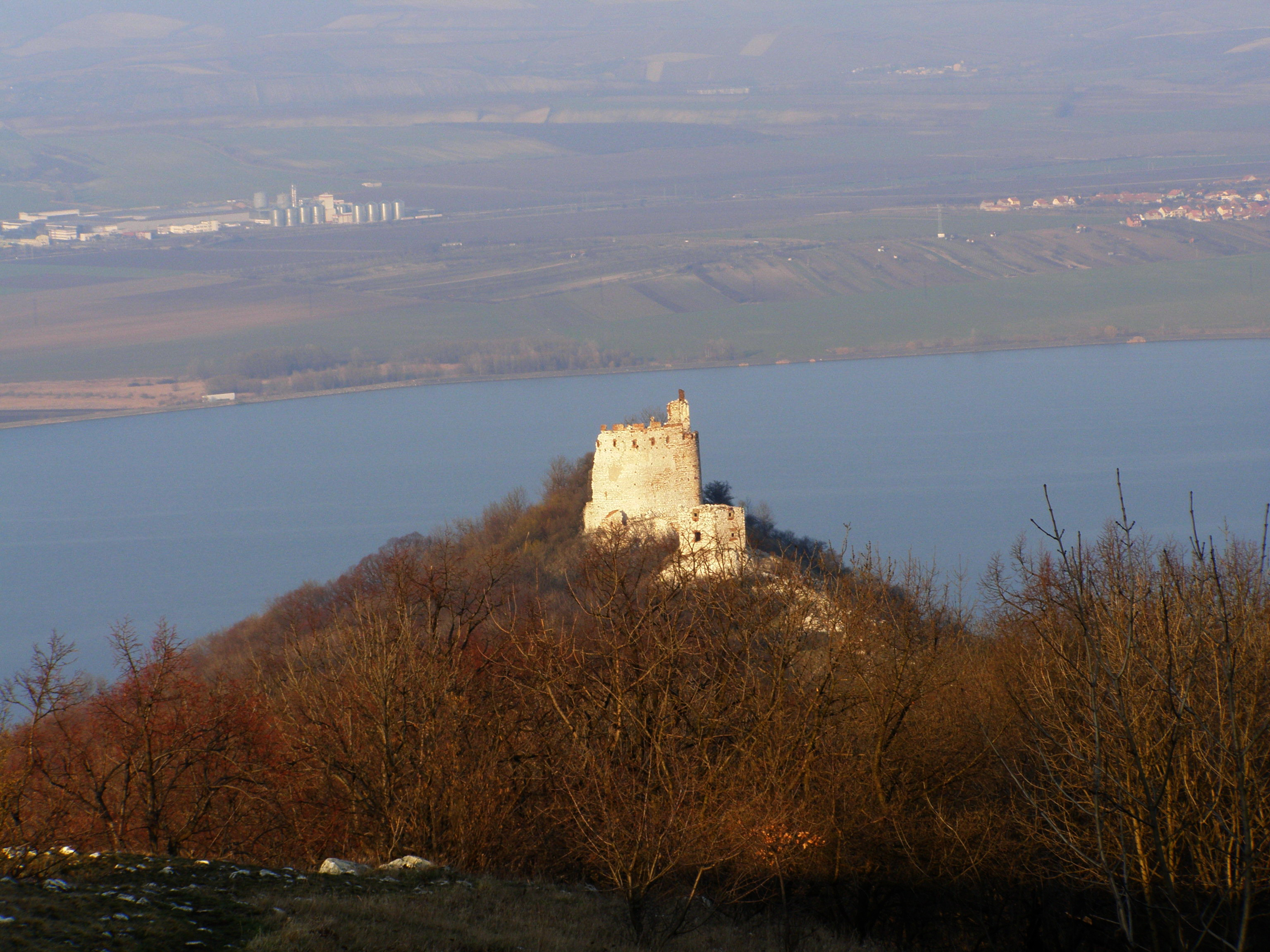
Ruiny zamku
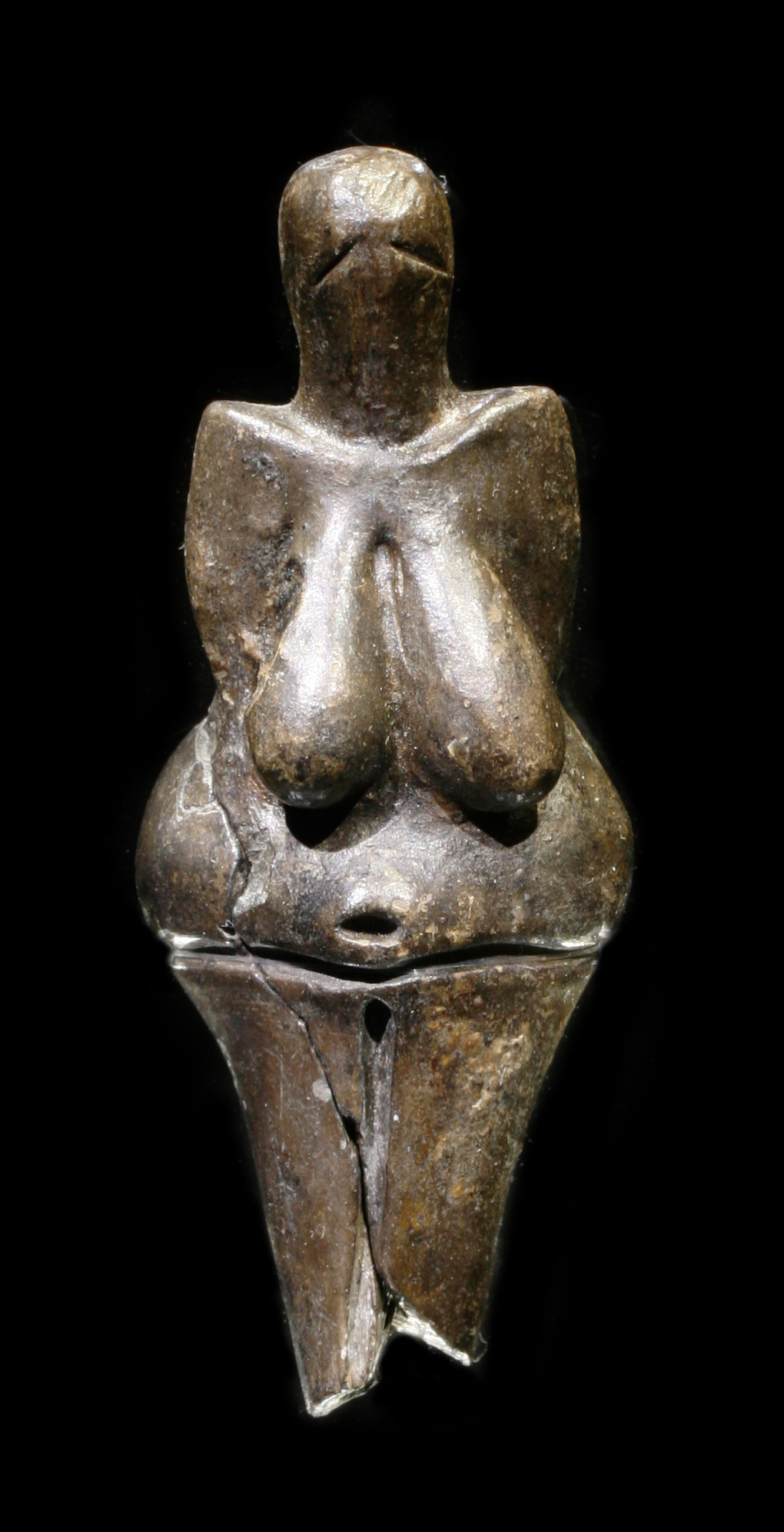
Wenus z Dolní Věstonice